# 石川清隆
石川 隆次（いしかわ きよたか）は、安土桃山時代から江戸時代にかけての武将。豊臣秀吉の子飼衆で、賤ヶ岳の七本槍・七将の1人である加藤嘉明の家臣。後に山内忠義の家臣となる。通称は十郎左衛門、新左衛門。妻は野中益継の娘。

## 生涯
天正9年（1581年）、三河国で加藤嘉明に仕えていた石川隆次の長男として生まれた。母は加藤教明の娘であり、加藤嘉明の甥にあたる。
慶長5年（1600年）、嘉明の甥にあたることから、徳川家に人質として預けられる。
慶長8年（1603年）、加藤嘉明に仕え、1500石を与えられる。
慶長11年（1606年）、江戸城の普請に参加する。
元和元年（1615年）、加藤嘉明とともに大坂夏の陣に参戦。その後、会津藩において番頭→家老と勤め2000石を与えられる。
寛永20年（1643年）、加藤家において会津騒動が起こり浪人となる。
正保元年（1644年）、山内忠義に呼ばれ土佐藩にて仕官する。妻は山内家家臣の野中益継の娘（山内一豊の姪にあたる）であったことによる縁である。
承応4年（1655年）、土佐にて病死する。

### 子孫
加藤家において会津騒動が起こったため、石川家の多くは清隆ついて土佐の山内家に仕官している。石川家は土佐藩において幕末まで仕え続けている。会津騒動後も加藤家では清隆の末子が仕え、代々加藤家の家臣として水口藩にて幕末まで仕え続けている。

## 系譜
父母
- 父：石川隆次
- 母：加藤教明の娘

兄弟
- 女（深尾太左衛門の妻）
- 女（宮川政忠の妻）
- 女（真宗教弥坊官の妻）
- 次男：石川山三郎

妻子
- 妻：野中益継の娘
  - 石川隆以
  - 石川秀秋
  - 石川政重
  - 女（中瀬彦三郎の妻）
  - 石川隆光
  - 石川玄隆
  - 女（山内氏綱の妻）